# Hegelung

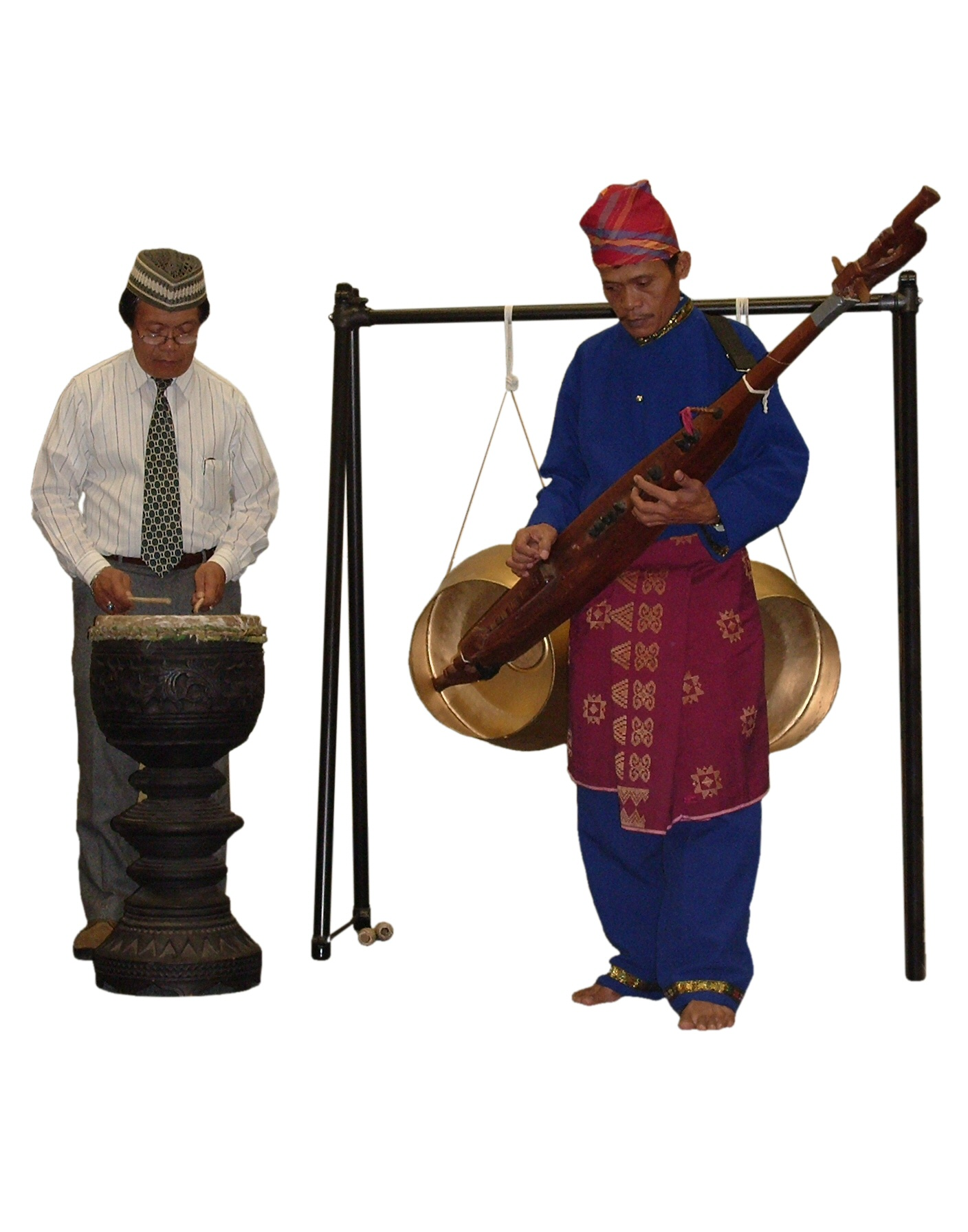
Hegelung

Le hegelung est un instrument de musique apparenté à un luth de grande taille élancé à deux cordes construit et joué par les tribus T'boli des Philippines.
Il est muni de neuf frettes en bois pour la corde mélodique, l’autre servant de bourdon.